# Jean Boudehen
Jean Pierre Boudehen (* 11. Januar 1939 in Petit-Couronne; † 4. September 1982 in Vallon-Pont-d’Arc) war ein französischer Kanute.

## Erfolge
Jean Boudehen nahm an den Olympischen Spielen 1964 in Tokio mit Michel Chapuis im Zweier-Canadier auf der 1000-Meter-Strecke teil. Als Zweite des Vorlaufs qualifizierten sie sich für das Finale, das sie ebenfalls auf dem zweiten Platz beendeten. Nach 4:06,52 Minuten überquerten sie nach dem siegreichen sowjetischen Duo Andrij Chimitsch und Stepan Oschtschepkow, aber vor John Rungsted Sørensen und Peer Norrbohm aus Dänemark die Ziellinie, womit sie die Silbermedaille gewannen. 1968 gehörte Boudehen in Mexiko-Stadt zum französischen Aufgebot im Vierer-Kajak. Die Mannschaft schied im Halbfinale aus.
Bei Weltmeisterschaften im Wildwasserrennsport sicherte sich Boudehen mehrere Medaillen. Mit der Mannschaft gewann er sowohl 1967 in Špindlerův Mlýn als auch 1969 in Bourg-Saint-Maurice die Bronzemedaille. Darüber hinaus wurde er 1969 in der Einzel-Wertung mit dem Einer-Canadier Weltmeister.